# Utetheisa unipunctata
Utetheisa unipunctata là một loài bướm đêm thuộc phân họ Arctiinae, họ Erebidae.